# Кэмпбелл (остров, Новая Зеландия)

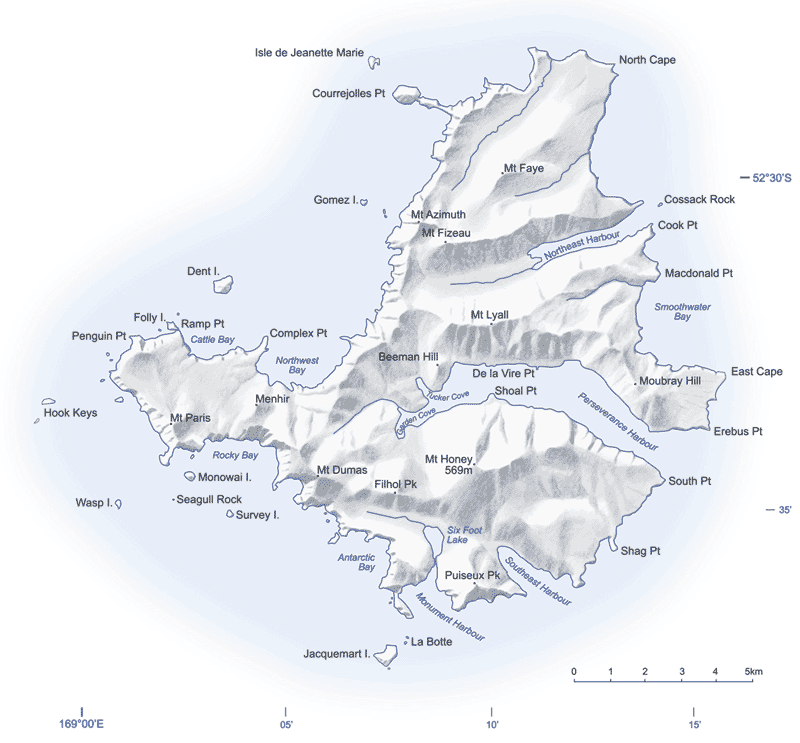
Карта острова Кэмпбелл

Остров Кэмпбелл (англ. Campbell Island) — самый больший остров в составе архипелага Кэмпбелл, Новая Зеландия. Площадь острова составляет более 99 % площади архипелага. Высочайшей вершиной острова является пик Хани (высотой 569 м над уровнем моря). Остров включён в список Всемирного наследия ЮНЕСКО. Постоянного населения на острове нет.

## История
Остров был открыт австралийским капитаном Фредериком Хасселборо в 1810 году в ходе охоты на тюленей. Остров был назван в честь компании, которой принадлежал этот корабль; названием компании было Campbell & Co. Капитан Фредерик Хасселборо утонул в год открытия острова в одной из его бухт. На острове было основано небольшое поселение охотников тюленей, которые начали вести свой промысел столь активно, что чуть не погубили всех водившихся в местных водах тюленей. В 1830-е — 1850-е годы здесь также вёлся китобойный промысел. Первая научная экспедиция на остров прибыла из Франции в 1874 году. Многие бухты и холмы на нём названы в честь членов этой экспедиции. С 1896 по 1931 год здесь разводили овец. В 1907 году восемью исследователями была составлена карта острова, они также изучали его флору и фауну. Постоянное население на острове имелось до 1995 года. Сегодня остров не имеет постоянно проживающих на нём жителей, но на него часто приезжают те или иные люди, проводящие здесь несколько дней.

## Климат
Климат острова резкий океанический, пасмурный и влажный. Среднее количество солнечных часов в году составляет 650 (59 % дней в году являются не солнечными). Чем выше территория острова над уровнем моря, тем меньше там солнечного света. Среднегодовое количество осадков составляет 1300—1400 мм в год, большинство их выпадает в виде слабых дождей. Дожди идут 325 дней в году. Ветры силой более 100 км/ч дуют 100 дней в году (в наименее ветреных районах). Среднемесячные колебания температуры составляют до 5°C, диапазон колебаний самой низкой и высокой температуры дня редко превышает 5 °C. Самые низкие зимние температуры — до −5 °C, самые высокие летние температуры очень редко превышают 15 °C. Снежный покров на острове держится 1-3 дня в год (на уровне моря).
Самая высокая температура, зафиксированная на острове, составляла 25,6 °C, самая низкая, −7 °C, была зафиксирована 29 июля 2011 года.
| Показатель                                                                                       | Янв. | Фев. | Март | Апр. | Май | Июнь | Июль | Авг. | Сен. | Окт. | Нояб. | Дек. | Год  |
| ------------------------------------------------------------------------------------------------ | ---- | ---- | ---- | ---- | --- | ---- | ---- | ---- | ---- | ---- | ----- | ---- | ---- |
| Абсолютный максимум, °C                                                                          | 15   | 13   | 13   | 13   | 12  | 10   | 9    | 10   | 10   | 12   | 13    | 14   | 15   |
| Средний суточный максимум, °C                                                                    | 12,1 | 12   | 11   | 9,7  | 8,3 | 7,3  | 6,9  | 7,4  | 8    | 8,9  | 9,8   | 11,4 | 9,4  |
| Средняя температура, °C                                                                          | 9,6  | 9,5  | 8,7  | 7,6  | 6,1 | 5,1  | 5    | 5,2  | 5,7  | 6,4  | 7,1   | 8,7  | 7    |
| Средний суточный минимум, °C                                                                     | 7,1  | 7,1  | 6,4  | 5,6  | 4   | 3    | 3    | 3,1  | 3,5  | 3,9  | 4,4   | 6,1  | 4,8  |
| Абсолютный минимум, °C                                                                           | 2    | 2    | 1    | 0    | −1  | −2   | −3   | −2   | −1   | 0    | 1     | 2    | −3   |
| Норма осадков, мм                                                                                | 112  | 106  | 122  | 115  | 131 | 104  | 106  | 103  | 113  | 110  | 100   | 108  | 1329 |
| Источник: Самые высокие и самые низкие температуры в обыкновенный месяц (тим не мыслены рекорды) |      |      |      |      |     |      |      |      |      |      |       |      |      |

### Недавные годы
| Год  | Самая высокая и низкая температура самого тёплого дня в году, °C | Самая высокая и низкая температура самого холодного дня в году, °C | Количество дней со снежным покровом |
| ---- | ---------------------------------------------------------------- | ------------------------------------------------------------------ | ----------------------------------- |
| 2004 | 11/15                                                            | -2/1                                                               | 2                                   |
| 2005 | 7/19                                                             | 0/2                                                                | 0                                   |
| 2006 | 7/14                                                             | -1/1                                                               | 0                                   |
| 2007 | 10/18                                                            | -3/-1                                                              | 7                                   |
| 2008 | 8/17                                                             | -1/1                                                               | 1                                   |
| 2009 | 4/15                                                             | -2/0                                                               | 3                                   |
| 2010 | 6/15                                                             | -1/2                                                               | 2                                   |
| 2011 | 8/15                                                             | -7/2                                                               | 1                                   |
| 2012 | 10/16                                                            | -1/3                                                               | 2                                   |

## Фауна и флора
Остров является важным местом для морских птиц, так как служит местом их гнездования. Здесь обитают альбатросы, бакланы и пингвины. В бухты острова приплывают киты, так как бухты являются спокойным местом для рождения детёнышей.
На острове произрастают различные многолетние травянистые растения, в том числе кергеленская капуста, а также так называемые мегатравы. На острове растёт только одно дерево, ель ситхинская (Picea sitchensis), посаженная в 1907 году; дерево имеет высоту менее чем 10 м.
На остров были интродуцированы чужеземные виды, что в будущем привело к большим проблемам. Здесь разводили овец, также здесь появились крысы. С 1954 года остров был объявлен охраняемой территорией, и с этого момента началось уничтожение видов животных, не являющихся его «коренными» обитателями. Все овцы были убиты к 1984 году, а последняя крыса — в 2001 году. После уничтожения всех интродуцированных видов состояние природы острова в скором времени улучшилось.

## Фотографии

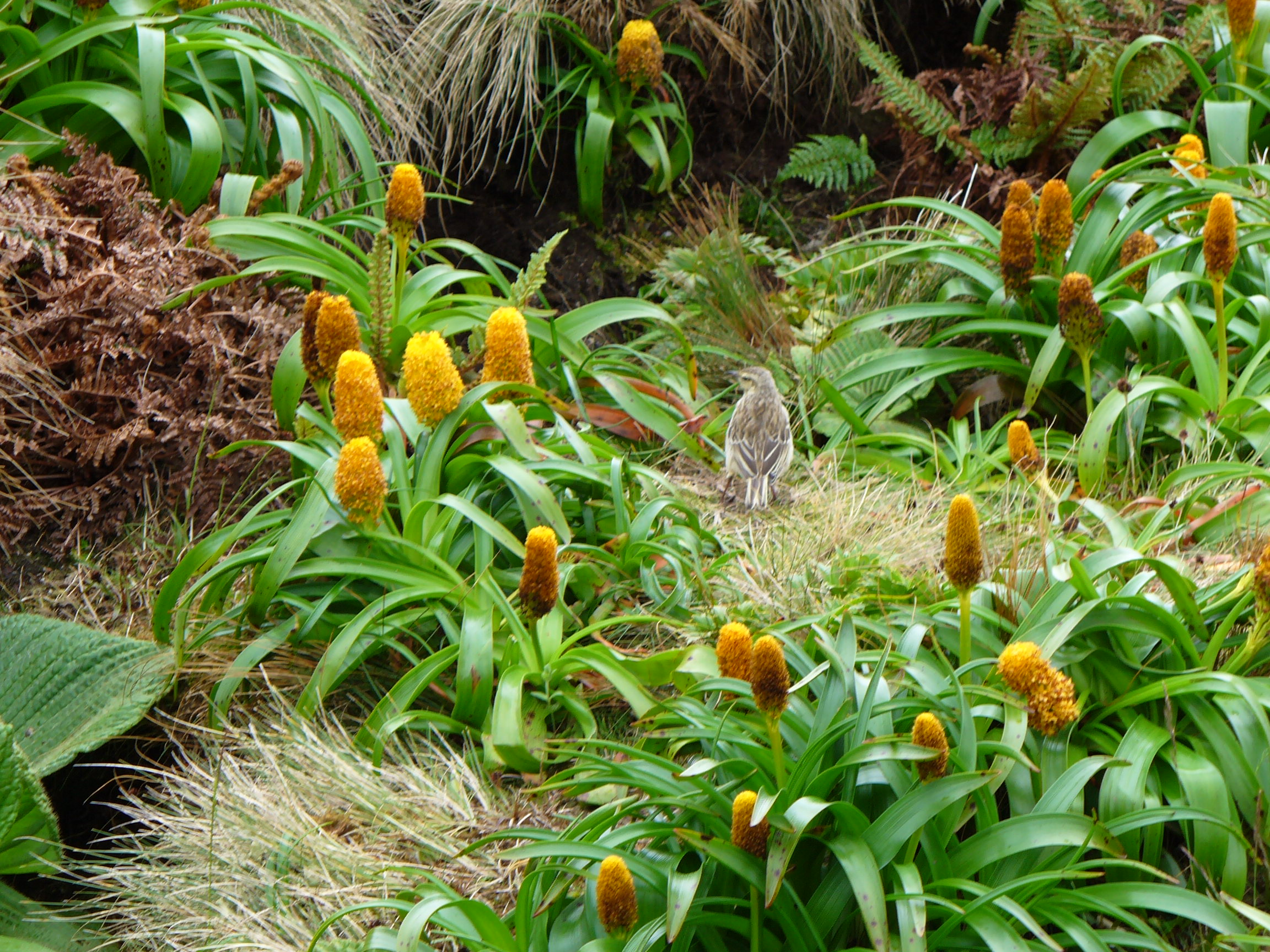
Bulbinella rossii
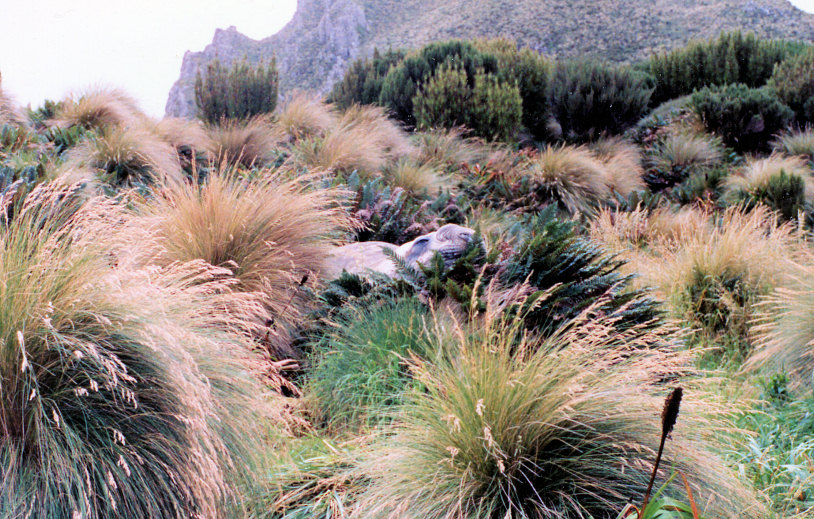
Мегатравы
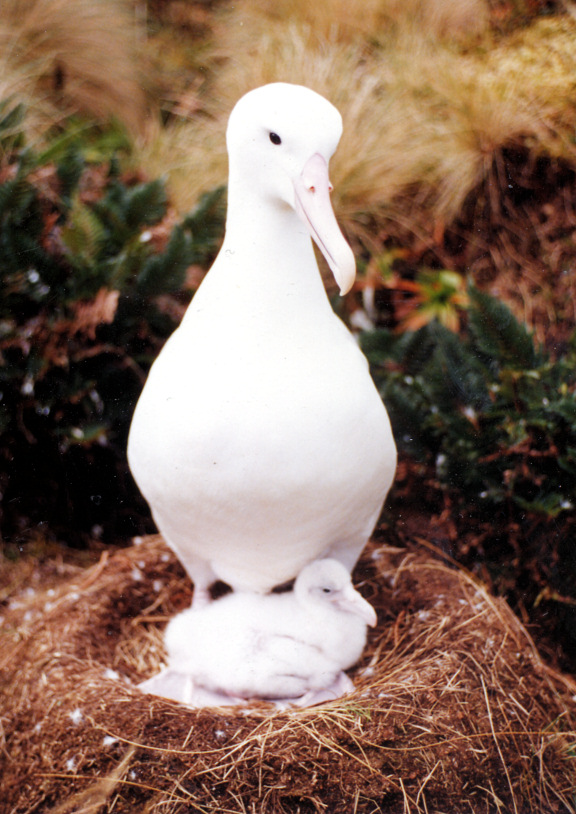
Альбатрос королевский
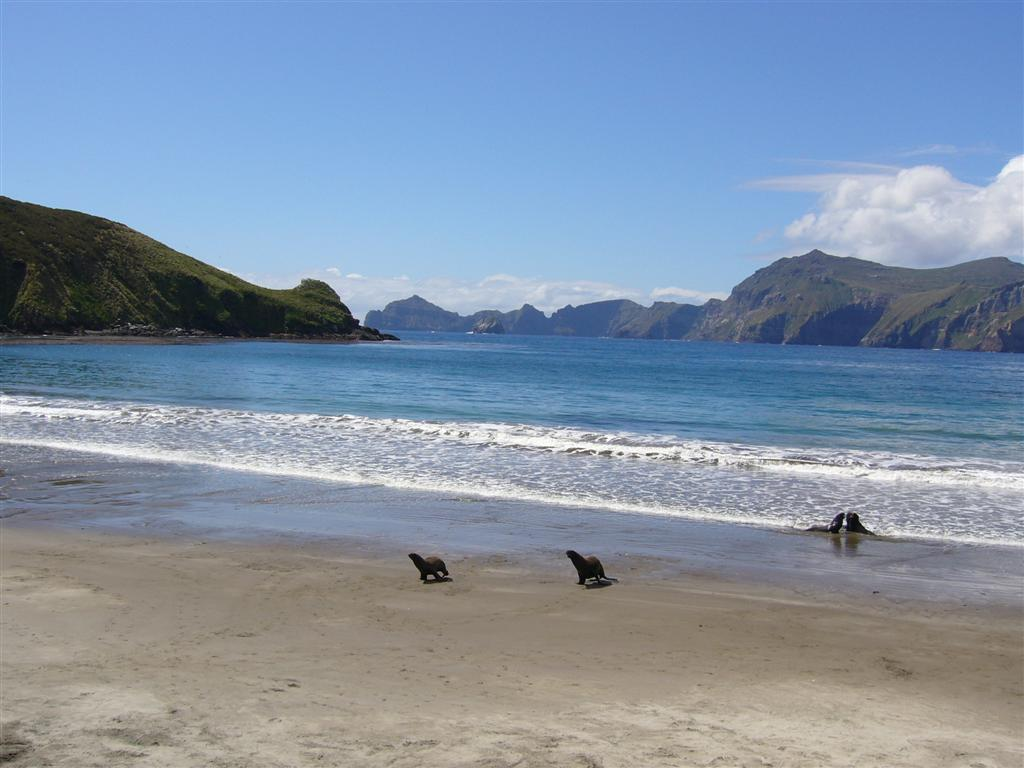
Пляж и тюлени
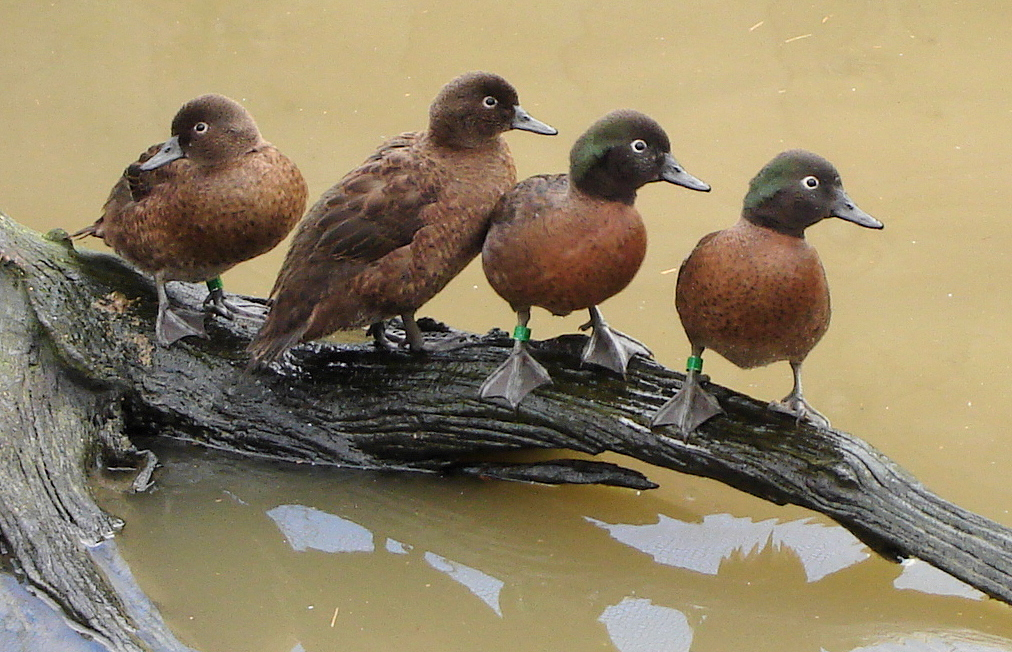
Кэмпбеллские утки
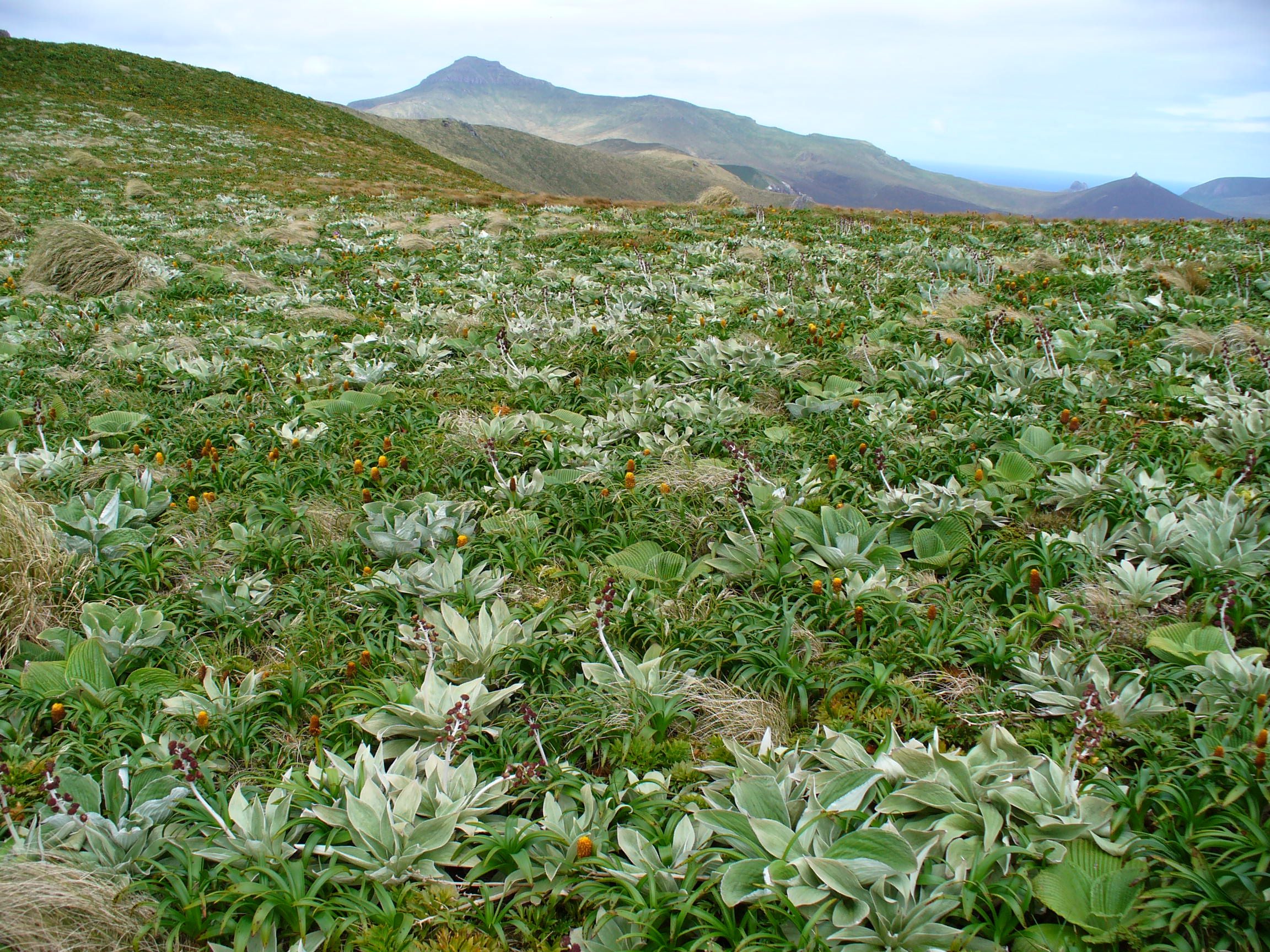
Равнина с мегатравами
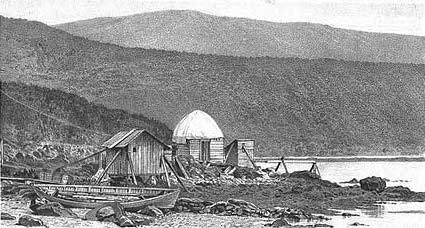
Домики, которые построили французы в 1874 году
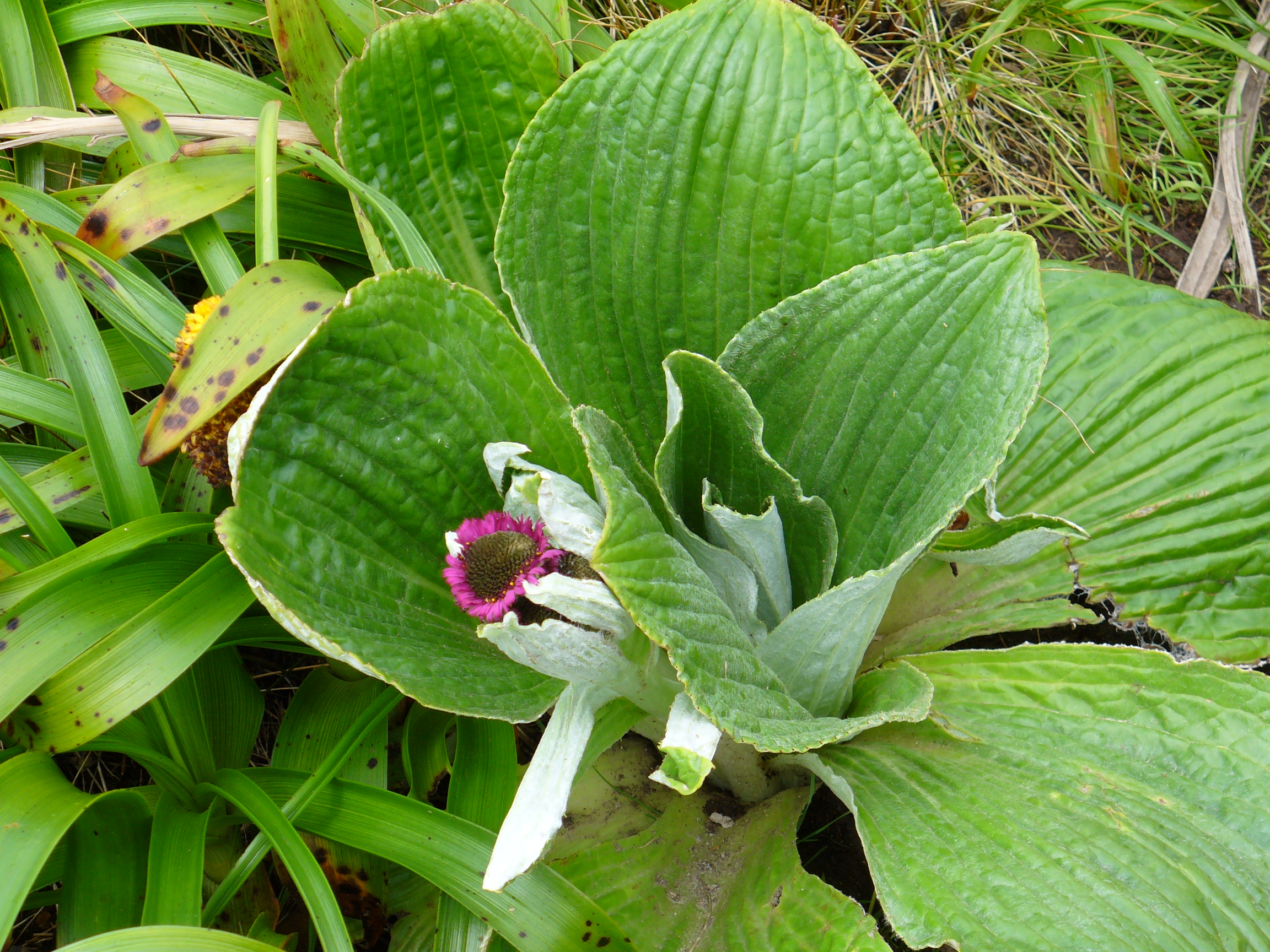
Pleurophyllum
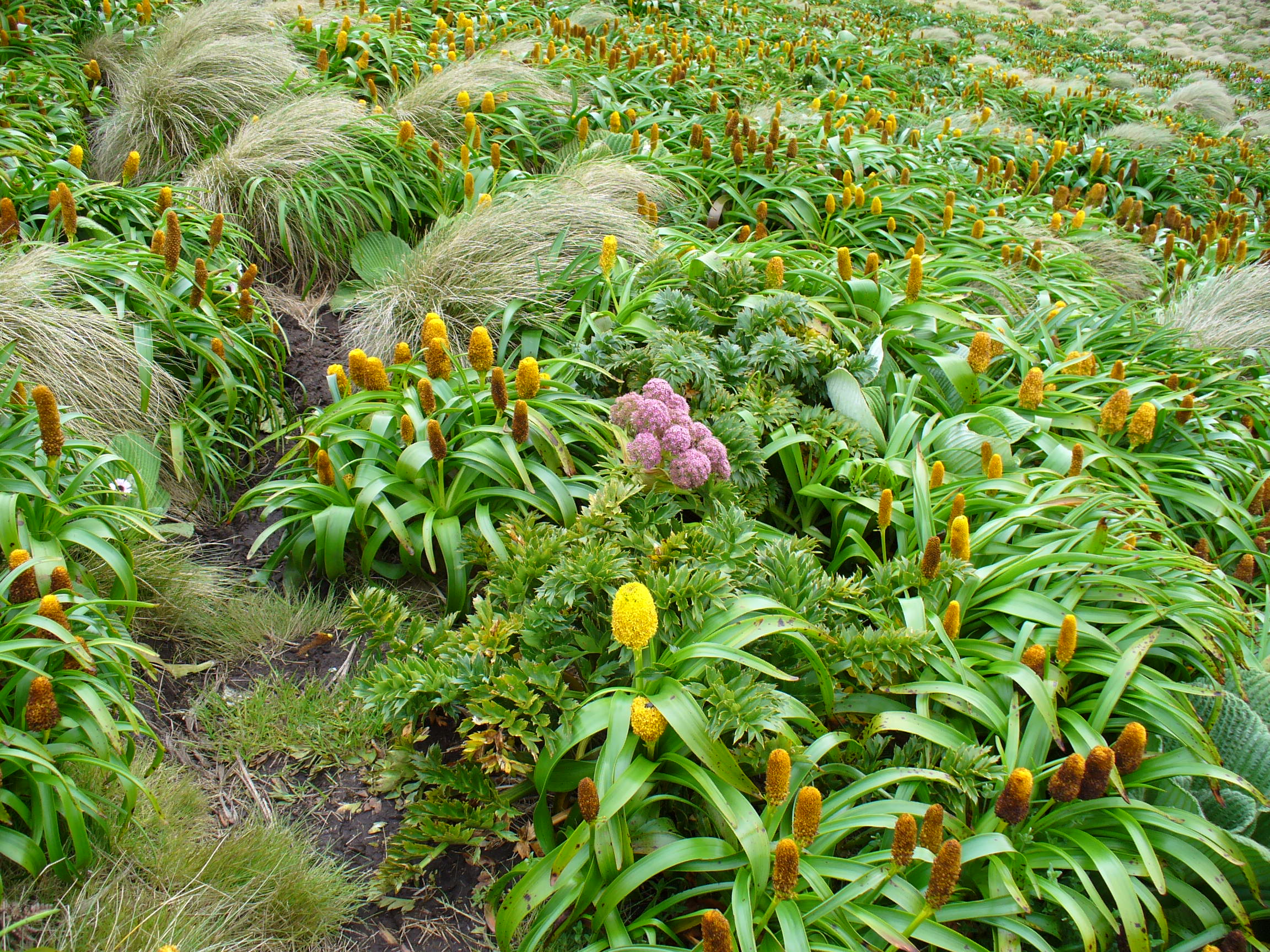
Мегатравы